# 愛人の掟・あなたに逢いたくて
『愛人の掟・あなたに逢いたくて』（あいじんのおきて あなたにあいたくて）は、2000年10月13日から12月15日まで毎週金曜日23:09 - 翌0:04に、テレビ朝日系の「金曜ナイトドラマ」枠で放送された日本のテレビドラマ。主演は水野真紀。

## キャスト
- 藤野彩子 - 水野真紀
- 高木正志 - 石黒賢
- 竹内桃子 - 原千晶
- 秋元直樹 - 細川茂樹
- 伊藤瑞希 - 渡辺真起子
- 鈴木まゆみ - 緒沢凛
- 今村啓介 - 京晋佑
- 高木晴子 - 高田敏江
- 藤野恭造 - 勝部演之
- 藤野孝江 - 生田悦子
- 高木由香 - 純名里沙
- 山本麻生
- 佐戸井けん太

## スタッフ
- 原案・脚本 - 梅田みか
- 音楽 - Ryu-T
- 演出 - 唐木希浩、杉山登、中山高嘉
- 主題歌 - スガシカオ「AFFAIR」（キティ）
- 挿入歌 - R.A.M.「逢いたくて逢いたくて逢いたくて」
- プロデュース - 杉山登、下山潤
- 協力 - 渋谷ビデオスタジオ、ビデオスタッフ、東新、アックス、ザ・チューブ
- 制作 - テレビ朝日、イースト

## 放送日程
| 各話                                                       | 放送日         | サブタイトル                 | 演出     | 視聴率 |
| ---------------------------------------------------------- | -------------- | ---------------------------- | -------- | ------ |
| 第1話                                                      | 2000年10月13日 | 愛人の掟・あなたに逢いたくて | 唐木希浩 | 09.9%  |
| 第2話                                                      | 2000年10月20日 | 密会の夜 触れ合う指          | 唐木希浩 | 07.4%  |
| 第3話                                                      | 2000年10月27日 | はじめての朝帰り!!           | 杉山登   | 09.5%  |
| 第4話                                                      | 2000年11月03日 | 妻にバレたデート!!           | 杉山登   | 08.3%  |
| 第5話                                                      | 2000年11月10日 | 彼を待つ新しい部屋           | 唐木希浩 | 10.8%  |
| 第6話                                                      | 2000年11月17日 | 奥さんと別れて!!             | 杉山登   | 10.7%  |
| 第7話                                                      | 2000年11月24日 | 妻と別れる!!                 | 中山高嘉 | 09.0%  |
| 第8話                                                      | 2000年12月01日 | 離婚できない!!               | 唐木希浩 | 11.4%  |
| 第9話                                                      | 2000年12月08日 | さよなら……旅立ち             | 中山高嘉 | 10.7%  |
| 最終話                                                     | 2000年12月15日 | 不倫の恋の結末               | 杉山登   | 12.1%  |
| 平均視聴率 10.0%（視聴率は関東地区・ビデオリサーチ社調べ） |                |                              |          |        |